# とちぎ山車会館
とちぎ山車会館（とちぎだしかいかん）は、栃木県栃木市万町にある、とちぎ秋まつりで巡行する人形山車を展示する施設。栃木県指定有形民俗文化財の「とちぎの山車」6台を保管する。

## 概説
とちぎ山車会館は、多くの土蔵が残る蔵の街大通り沿いにある。通りに沿って山本有三ふるさと記念館、あだち好古館、とちぎ蔵の街観光館、とちぎ蔵の街美術館、栃木市郷土参考館などが建ち並び、山車会館は蔵の街観光館の向かい、蔵の街美術館の南に位置する。
山車会館では、隔年で開催されるとちぎの秋まつりで巡行する9台の山車のうち、6台の山車を所蔵し、常時3台の山車を展示・公開している。とちぎの山車は、1874年（明治7年）に栃木県庁で開かれた神武祭典で披露したのが始まりで、秋まつりでは江戸時代から明治時代初期に作られた、凝った彫刻と金銀の糸で刺繍を施した江戸型山車が巡行する。最古のものは倭町三丁目が東京・日本橋から購入した嘉永元年（1848年）作の静御前の人形山車である。
建物は鉄筋コンクリート構造2階建てで、延床面積約960 m2である。1996年（平成8年）に栃木県マロニエ建築賞の景観建築部門を受賞した。1階では山車を展示し、デジタル技術を駆使して、実物の山車3台をも使いながら秋まつりの様子を再現している。2階には山車に関する資料を集めた展示室がある。

### 利用案内
- 開館時間：9時から17時まで（最終入館は16時30分）
- 休館日：月曜日（祝日の場合は翌日、4・5・6・9・10・11月は開館）、年末年始
  - 展示替え臨時休館あり
- 入館料：500円（20人以上の団体400円）
  - 小中学生は無料。開館当時は300円であった[3]。
  - 身体障害者手帳・療育手帳・精神障害者保健福祉手帳保持者と介助者1人は無料。
- 交通
  - 東武日光線・JR両毛線栃木駅より徒歩15分[5]。
  - 蔵の街第1駐車場（有料）より徒歩2 - 3分。

## 所蔵文化財
所蔵する6台の山車は、すべて1996年（平成8年）1月16日に栃木県有形民俗文化財に指定された。これらは山車会館が所有しているわけではなく、各自治会の所有となっている。
所蔵山車一覧
長さ、幅、高さの単位はメートル。
|   | 指定名称                                     | 所有者           | 時代   | 作者       | 長さ | 幅   | 高さ |
| - | -------------------------------------------- | ---------------- | ------ | ---------- | ---- | ---- | ---- |
| 1 | とちぎの山車（天照大神、劉備玄徳）           | 万町一丁目自治会 | 1893年 | 原舟月     | 3.54 | 2.07 | 8.89 |
| 2 | とちぎの山車（関羽雲長、日本武尊）           | 万町二丁目自治会 | 1893年 | 原舟月     | 3.80 | 2.18 | 8.75 |
| 3 | とちぎの山車（素盞鳴尊、太閤秀吉、張飛翼徳） | 万町三丁目自治会 | 1893年 | 原舟月     | 3.60 | 2.18 | 7.61 |
| 4 | とちぎの山車（神武天皇）                     | 倭町二丁目自治会 | 1893年 | 原舟月     | 3.36 | 2.14 | 7.91 |
| 5 | とちぎの山車（静御前）                       | 倭町三丁目自治会 | 1848年 | 松雲斎徳山 | 3.81 | 2.18 | 7.01 |
| 6 | とちぎの山車（桃太郎）                       | 室町自治会       | 1905年 | 大沢銀之丞 | 3.32 | 2.21 | 7.66 |

このほか、とちぎ秋まつりで使用する獅子頭を所蔵する。2001年（平成13年）1月22日に栃木市有形民俗文化財に指定された。
所蔵獅子頭一覧
長さ、幅、高さの単位はセンチメートル。
|   | 指定名称                       | 所有者    | 時代     | 作者 | 性別 | 長さ | 幅  | 高さ |
| - | ------------------------------ | --------- | -------- | ---- | ---- | ---- | --- | ---- |
| 1 | 倭町一丁目の獅子頭一対附尾一対 | 倭町1丁目 | 1876年頃 | 不明 | 雄   | 66   | 102 | 81   |
| 1 | 倭町一丁目の獅子頭一対附尾一対 | 倭町1丁目 | 1876年頃 | 不明 | 雌   | 66   | 98  | 69   |

山車会館で所蔵していない3つの山車は、各町の自治会で所有・保管しており、いずれも2001年（平成13年）に栃木市有形民俗文化財に指定されている。

## 歴史

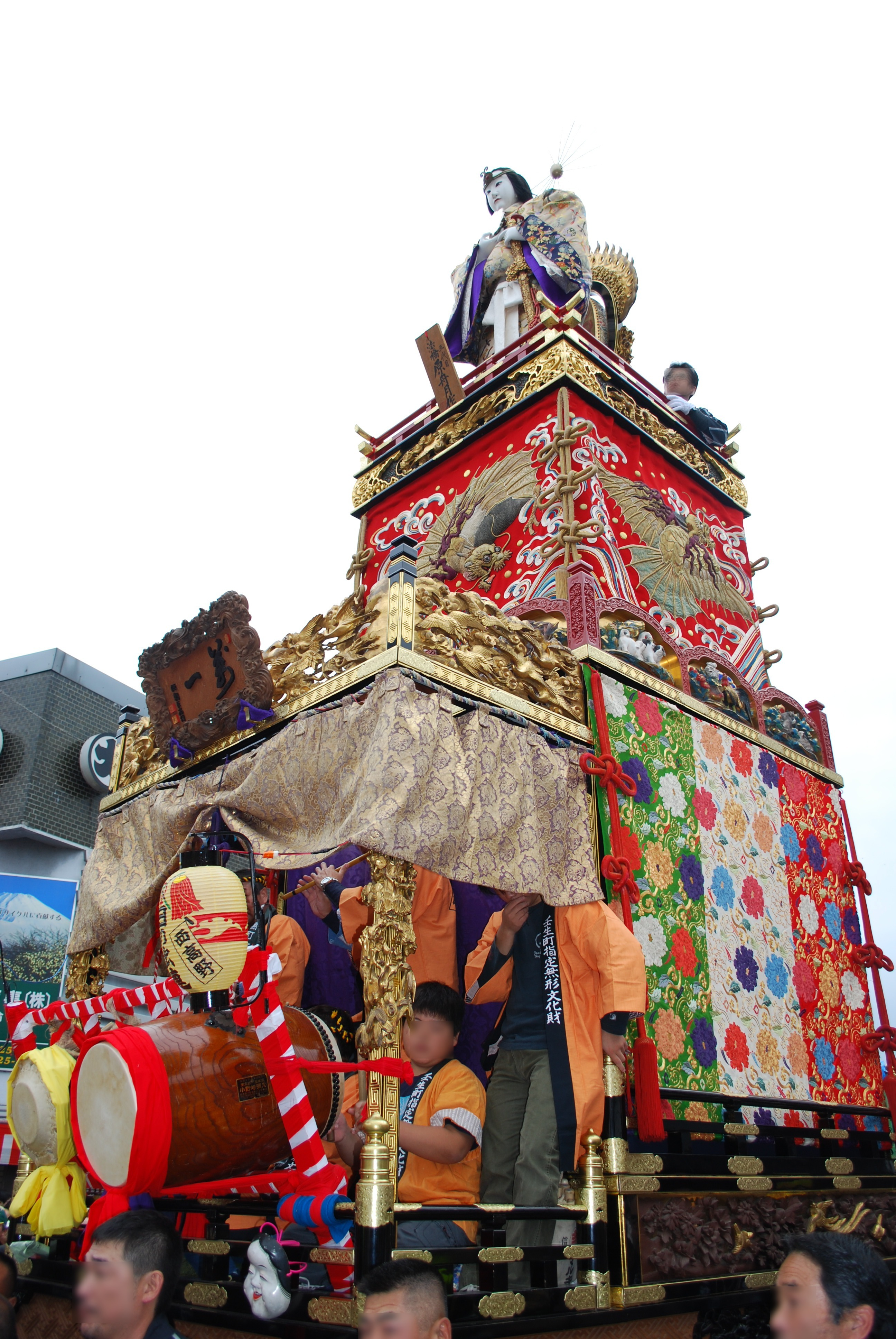
万町一丁目の山車

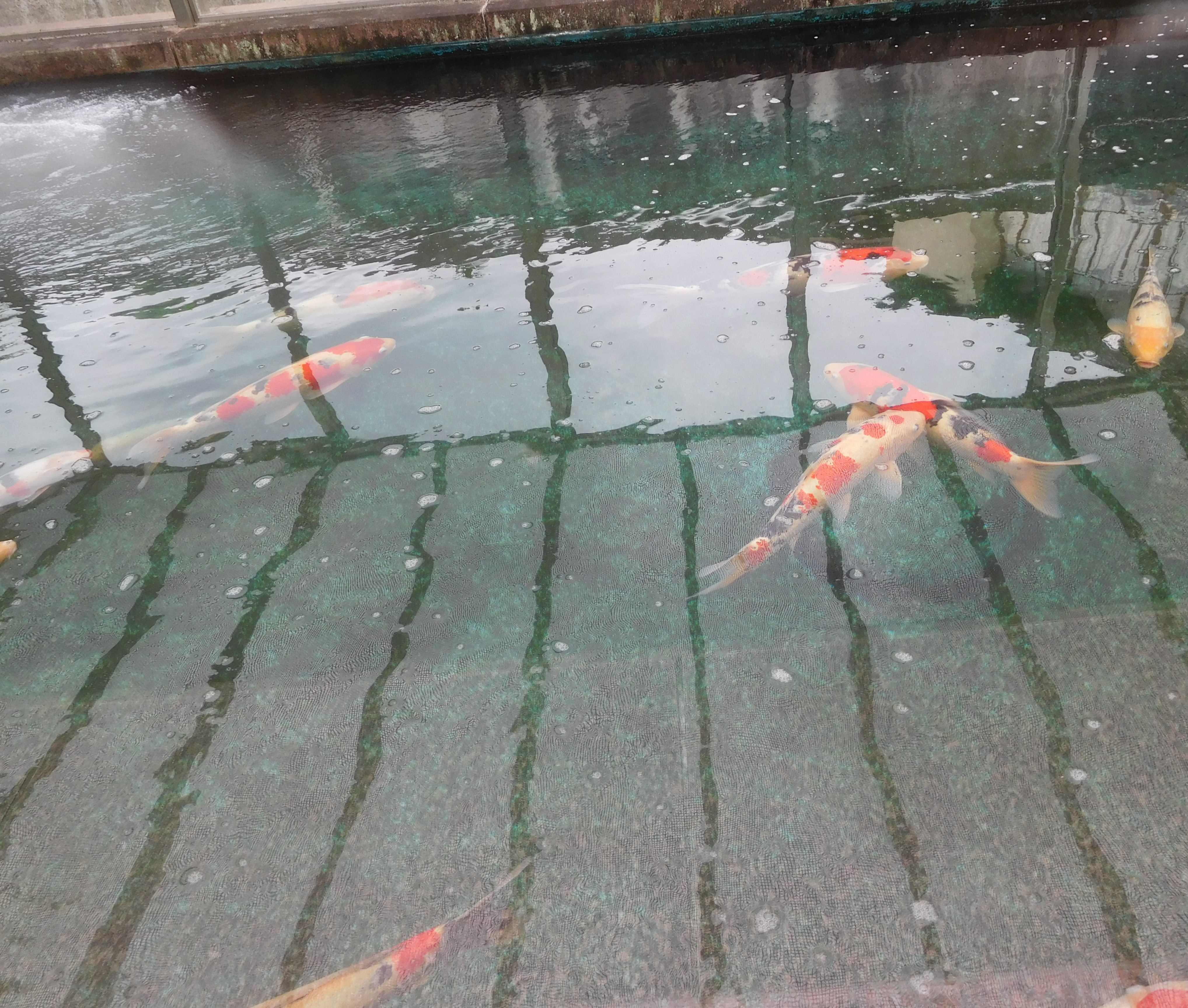
こいの泉

1988年（昭和63年）に栃木県庁から「誇れるまちづくり事業計画」の指定を受けたことを契機として、栃木市では蔵を活用したまちづくりに乗り出した。具体的な政策としては蔵の街大通りと巴波川綱手道の景観整備に着手した。蔵の街大通りではアーケードや歩道橋の撤去、電線類地中化、石畳舗装、沿線の修景など、巴波川綱手道では天然石舗装、ヤナギの植樹、擬木柵・街路灯・ポケットパーク設置などに取り組んだ。こうして街並みが整いつつある中で、最初に開設された市街地の観光施設がとちぎ山車会館であった。当時のとちぎ秋まつりは5年に1度の開催頻度であったため、市民・観光客ともに山車を見る機会が限られ、常設の展示保存施設の設置が求められていた背景がある。建設費は7億6750万円であった。山車会館は文化財としての山車の保存と公開を兼ねた施設として1995年（平成7年）2月10日に開館し、暗い部屋に3台の山車を置き、スポットライトを当てて山車の迫力と絢爛豪華さを演出していた。
開館当初の入館者数は1日平均400人で、休日には900人に達し、開館から1か月強の3月12日には累計1万人、翌1996年（平成8年）7月28日には累計10万人を迎えた。また会館前では蚤の市などのイベントが開かれるようになり、開館以来最初の秋まつりとなった1996年（平成8年）11月15日にはまつりの開会式が行われた。
山車会館の開館後は既存の蔵を活用した施設の開館が相次ぎ、1997年（平成9年）に山本有三ふるさと記念館、1999年（平成11年）にとちぎ蔵の街観光館、2003年（平成15年）にとちぎ蔵の街美術館が開館した。山車会館では1999年（平成11年）11月に栃木市内の会社会長から寄贈されたニシキゴイの観賞池（こいの泉）が完成し、2004年（平成16年）9月4日には開館以来続けていたスライドショーを、1千万円をかけてコンピュータグラフィックス（CG）を利用した映像に変更した。2007年（平成19年）3月27日、入館者数が50万人に達した。
2018年（平成30年）3月に、映像の更新、多言語音声ガイドとデジタルサイネージの導入を行い、リニューアルオープンした。多言語ガイドは英語・中国語・韓国語に対応し、特に三国志の山車を目当てに訪れる中国人団体客の役に立っている。2019年（平成31年）2月14日には会館前広場の拡張工事が完了した。